# Castelo Hermitage

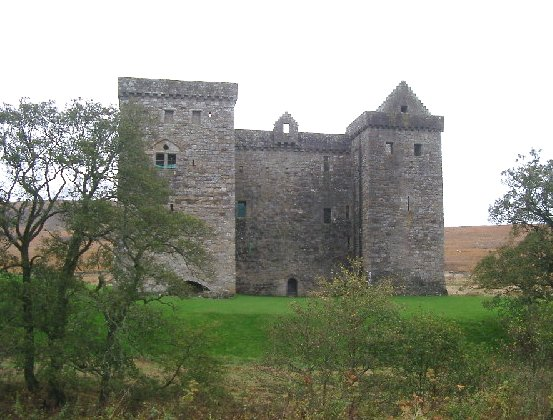
Castelo Hermitage, Escócia.

O Castelo Hermitage (em inglês:  Hermitage Castle) localiza-se a Nordeste de Newcastletown, na Escócia.
Trata-se de uma impressionante e arrepiante ruína. Erguido em um ponto isolado, este castelo possuiu uma história ligada a intrigas, assassinatos, torturas e traições.
É classificado como "O mais perfeito dos castelos medievais de Scottish Border".

## História
O atual castelo está localizado no mesmo local de um anterior que existiu em 1296, notando-se traços da estrutura no lado norte e sul.
Encontra-se classificado na categoria "A" do "listed building" desde 16 de março de 1971.